# César Pérez Gellida
César Pérez Gellida és un escriptor val·lisoletà especialitzat en novel·la negra. És un dels noms clau de la literatura de ficció del moment.
Va néixer a Valladolid l'any 1974. És llicenciat en Geografia i Història per la Universitat de Valladolid i Màster en Direcció Comercial i Màrqueting per la "Cámara de Comercio" de Valladolid. Ha desenvolupat la seva carrera professional en diferents empreses del sector audiovisual fins que l'any 2011 es traslladà a Madrid per dedicar-se a la seva carrera d'escriptor. Des de febrer de 2014 col·labora amb "El Norte de Castilla" amb una columna setmanal anomenada "La cantina del calvo".

## Obra
- 2013 - Memento mori. (Novel·la) Suma de letras. Primera part de la trilogia "Versos, canciones y trocitos de carne".[2]
- 2013 - Dies irae. (Novel·la) Suma de letras. Segona part de la trilogia "Versos, canciones y trocitos de carne".[3]
- 2014 - Consummatum est. (Novel·la) Suma de letras. Tercera part de la trilogia "Versos, canciones y trocitos de carne".[4]
- 2014 - Mutatis mutandi. (Relat curt) Primer spin-off de la trilogia. Descarrega gratuïta a través de la seva web.[5]
- 2014 - Sapere aude. (Relat curt) Segon spin-off de la trilogia.(En format digital).
- 2015 - Khimera. (Novel·la) Suma de letras.[6]

## Premis
- 2012 - Premio Racimo de oro de la Literatura.[7]
- 2014 - Medalla de Honor de la Sociedad Española de Criminología y Ciencias Forenses.
- 2014 - Premio Piñón de Oro.[7]
- 2024 - "Premi Nadal 2024" amb Bajo Tierra Seca